# Португальские шашки

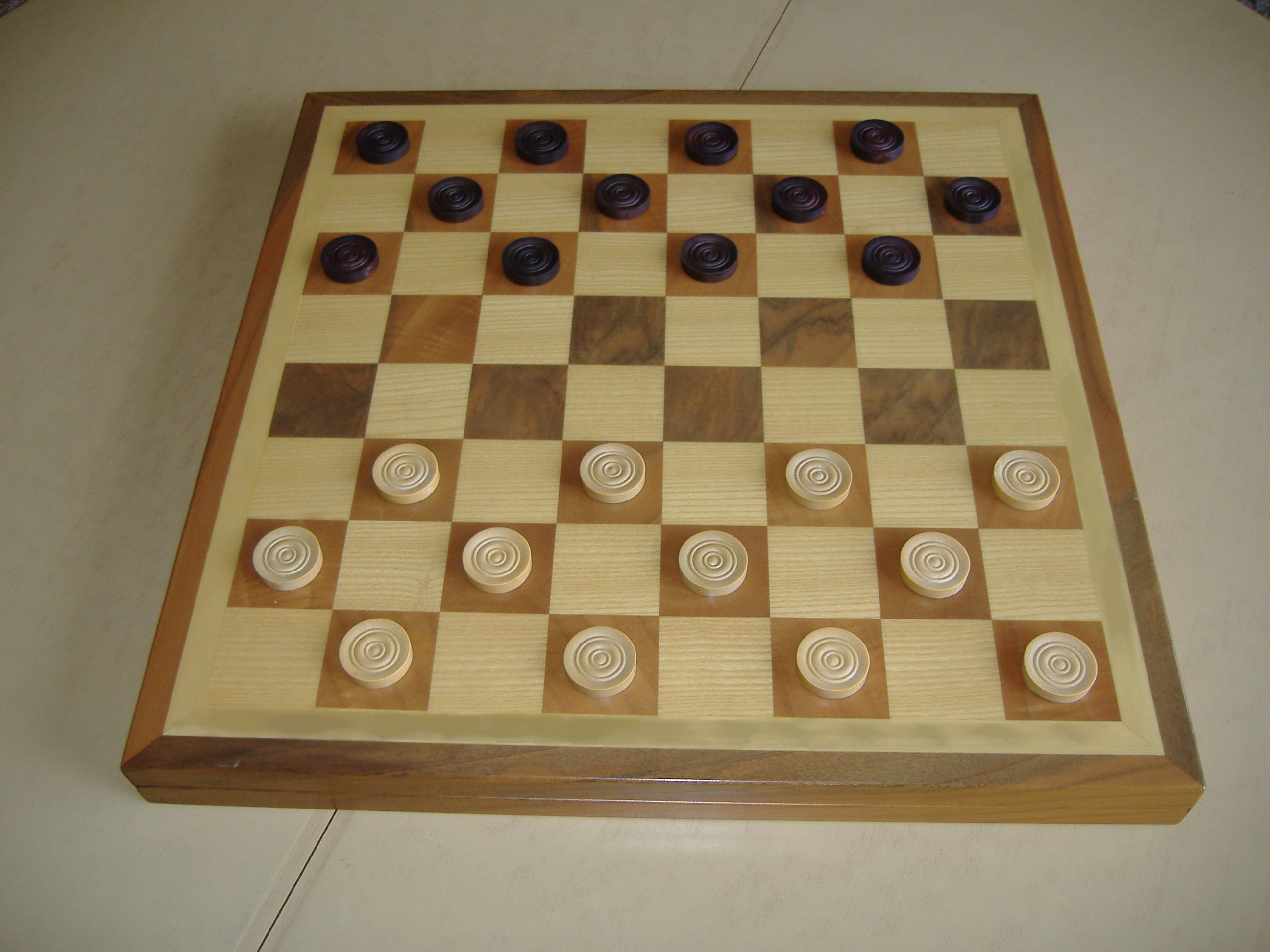
Начальная позиция в португальских шашках

Португальские шашки (порт. Damas classicas, что переводится как классические шашки) — один из вариантов игры в шашки, популярный в Португалии, Бразилии, в некоторых странах Южной и Центральной Африки. Цель игры — лишить противника возможности хода путём взятия или запирания всех его шашек.

## Правила

### Доска и начальная расстановка

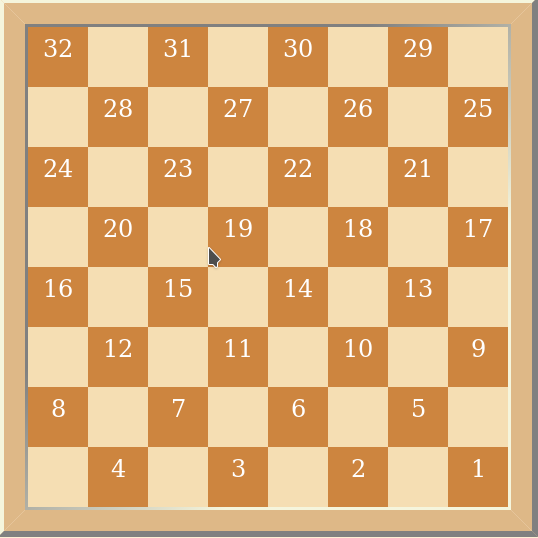

Доска 8×8 клеток располагается между партнерами таким образом, чтобы нижнее левое поле было белое. В начальной позиции у каждого игрока по 12 шашек, расположенных в первых трёх рядах на чёрных клетках.

### Название диагоналей
- Диагональ 1-32 – Rio (река).
- Диагонали 4-25, 8-28, 4-8 и 25-29 – Paralelas (параллели).
- Диагонали 2-24, 9-31, 2-9 и 24-31 – Circuito Médio (средний контур).
- Диагонали 3-17, 16-30, 3-16 и 17-30 – Circuito Maior (большой контур).

### Правила ходов, бой и правила боя
Ходы
- Первый ход делают белые шашки.
- Простые шашки могут ходить по диагонали на одно поле вперёд.
- Дамка может ходит по диагонали на любое количество клеток вперёд и назад.

Взятие
- Если рядом с простой находится шашка соперника и за ней есть свободное поле, то простая перескакивает через шашку соперника и становится на свободное поле, сразу за ней. Если после этого простая может снова бить шашку соперника, то она обязана это сделать.
- Если на одной диагонали с дамкой находится шашка соперника и между дамкой и ею нет других шашек, а позади нее есть хотя бы одно свободное поле, то дамка перескакивает шашку противника и становится на любое доступное свободное поле. Если на одной диагонали с пустым полем, позади шашки соперника, есть другая шашка соперника и между ею и пустым полем нет других шашек, а позади нее есть хотя бы одно свободное поле, то дамка обязана побить эту шашку. Дамка не может бить собственные шашки.

Правила боя
- Бой шашки соперника обязателен. Бой оканчивается тогда, когда взяты все шашки соперника, которые простая или дамка могут бить согласно правилам.
- Простые шашки могут бить только вперёд. Максимально возможное количество побитых шашек для простой — три шашки соперника.
- Если во время боя простая попадает на дамочное поле, то она останавливается на нем и превращается в дамку. Право боя дамки она получает только после ответного хода соперника.
- Дамка может бить вперед и назад.
- Шашки снимаются с доски только по окончании боя.
- Нельзя дважды бить одну и ту же шашку соперника.
- Если позади шашки соперника есть уже побитая, но еще не снятая шашка соперника, то бить ее нельзя.
- Во время боя можно становиться на одно и тоже поле любое количество раз.
- Если есть выбор боя, то нужно выбрать тот, где бьется максимально возможное количество шашек соперника (правило количества).
- Если есть выбор боя и бьется равное количество шашек, то нужно выбрать тот, где бьется максимальное количество дамок (правило качества).
- При равном количестве и качестве боя бить можно простой или дамкой, на выбор бьющего.

### Результат игры
Выигрыш
- Игра считается выигранной, если соперник не может сделать ход, потому что все его шашки побиты или заперты.
- Если соперник сдался.
- Если просрочено время.
- Если игрок не явился на игру.
- Игроку могут присудить поражение за дисциплинарное нарушение.

Ничья
- Если ни один из игроков не может выиграть партию.
- Если во время игры один игрок предложил ничью, а второй согласился.
- Если 20 ходов не двигались просты или не производилось взятие шашек.
- После хода ипростой или взятия шашек, отсчет ходов возобновляется для обоих игроков со следующего хода.
- Если один игрок имеет три дамки, без простых, а другой одну дамку, без простых, то он обязан поймать одиночку за 12 ходов, включая взятие. Отсчет ходов начинается после занятия реки тремя дамками.
- Та же позиция, с учетом шашек обоих цветов, появляется на доске по крайней мере третий раз, подряд или поочередно.
- Игроку могут присудить ничью за дисциплинарное нарушение.

## Нотация
Нотация цифровая, поля нумеруются, начиная с правого нижнего угла, справа налево.

## Соревнования
По португальским шашкам с 1981 года проводится чемпионат Португалии, а также в рамках Кубка мира проводится этап, организуемый Международной федерацией шашек. 
В ноябре 2023 года состоялся первый в истории чемпионата мира.
В 2024 году прошёл второй чемпионат мира.
В 2025 году был проведён третий чемпионат мира.